# Alexander H. Bullock

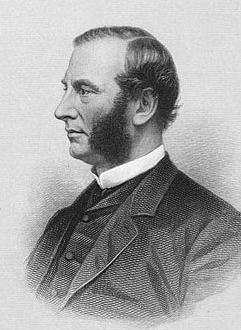
Alexander H. Bullock

Alexander Hamilton Bullock (* 2. März 1816 im Worcester County, Massachusetts; † 17. Januar 1882 ebenda) war ein US-amerikanischer Politiker und von 1866 bis 1869 Gouverneur des Bundesstaates Massachusetts.

## Frühe Jahre und politischer Aufstieg
Alexander Bullock besuchte bis 1836 das Amherst College und studierte dann bis 1840 an der Harvard University Jura. Nach seiner Zulassung bei der Anwaltskammer begann er in Worcester als Rechtsanwalt zu arbeiten. Im Jahr 1842 wurde er Mitglied des Beraterstabs von Gouverneur John Davis. Außerdem gab er einige der Whig Party nahestehende politische Zeitungen heraus. Zwischen 1845 und 1849 und nochmals zwischen 1861 und 1865 war Bullock Abgeordneter im Repräsentantenhaus von Massachusetts, dem er ab 1862 als Speaker vorsaß. Im Jahr 1849 wurde er für eine Legislaturperiode in den Staatssenat gewählt. Von 1853 bis 1856 war er Insolvenzbeauftragter des Staates Massachusetts. Danach war er zwei Jahre lang Richter an einem Insolvenzgericht und 1859 wurde er als Nachfolger von Isaac Davis Bürgermeister der Stadt Worcester.

## Gouverneur von Massachusetts
Am 7. November 1865 wurde Alexander Bullock als Kandidat der Republikanischen Partei, der er inzwischen beigetreten war, zum Gouverneur seines Staates gewählt, wobei er sich mit fast 77 Prozent der Stimmen gegen den demokratischen Bewerber Darius N. Couch durchsetzte. Nachdem er in den Jahren 1866 und 1867 jeweils in seinem Amt bestätigt wurde, konnte er zwischen dem 4. Januar 1866 und dem 6. Januar 1869 als Gouverneur regieren. In dieser Zeit wurde die aus dem Bürgerkrieg stammende Schuldenlast des Staates abgebaut. Ansonsten musste sich der Gouverneur mit anderen Nachkriegsproblemen auseinandersetzen. Dazu gehörte der umstrittene Bau von Soldatenwohnheimen.
Nach dem Ende seiner Gouverneurszeit wurde Bullock wieder als Anwalt tätig. Außerdem engagierte er sich im Banken- und Versicherungswesen. Er starb im Januar 1882. Mit seiner Frau Elvira Hazard hatte Gouverneur Bullock drei Kinder.